# Khwansuda Phuangkitcha
Khwansuda Phuangkitcha (31 de agosto de 2000) es una deportista tailandesa que compite en taekwondo adaptado. Ganó dos medallas en los Juegos Paralímpicos de Verano, bronce en Tokio 2020 y bronce en París 2024.

## Palmarés internacional
| Juegos Paralímpicos | Juegos Paralímpicos | Juegos Paralímpicos | Juegos Paralímpicos |
| Año                 | Lugar               | Medalla             | Categoría           |
| ------------------- | ------------------- | ------------------- | ------------------- |
| 2020                | Tokio (Japón)       | Medalla de bronce   | –49 kg              |
| 2024                | París (Francia)     | Medalla de bronce   | –47 kg              |